# Friktionsbetingad funktion
Friktionsbetingad funktion, även kallat kraftbetingad funktion är ett vanligt begrepp för bland annat planremmar, kilremmar och krympförband. För att en rem ska kunna överföra en rotationsrörelse måste en tillräcklig friktionskraft mellan rem och remskiva finnas. Vid ett för lågt värde på friktionskoefficienten börjar remmen helt sonika att slira. 
Detsamma gäller även för ett krympförband mellan nav och axel som också räknas som friktionsbetingat förband.